# Spas à Budapest

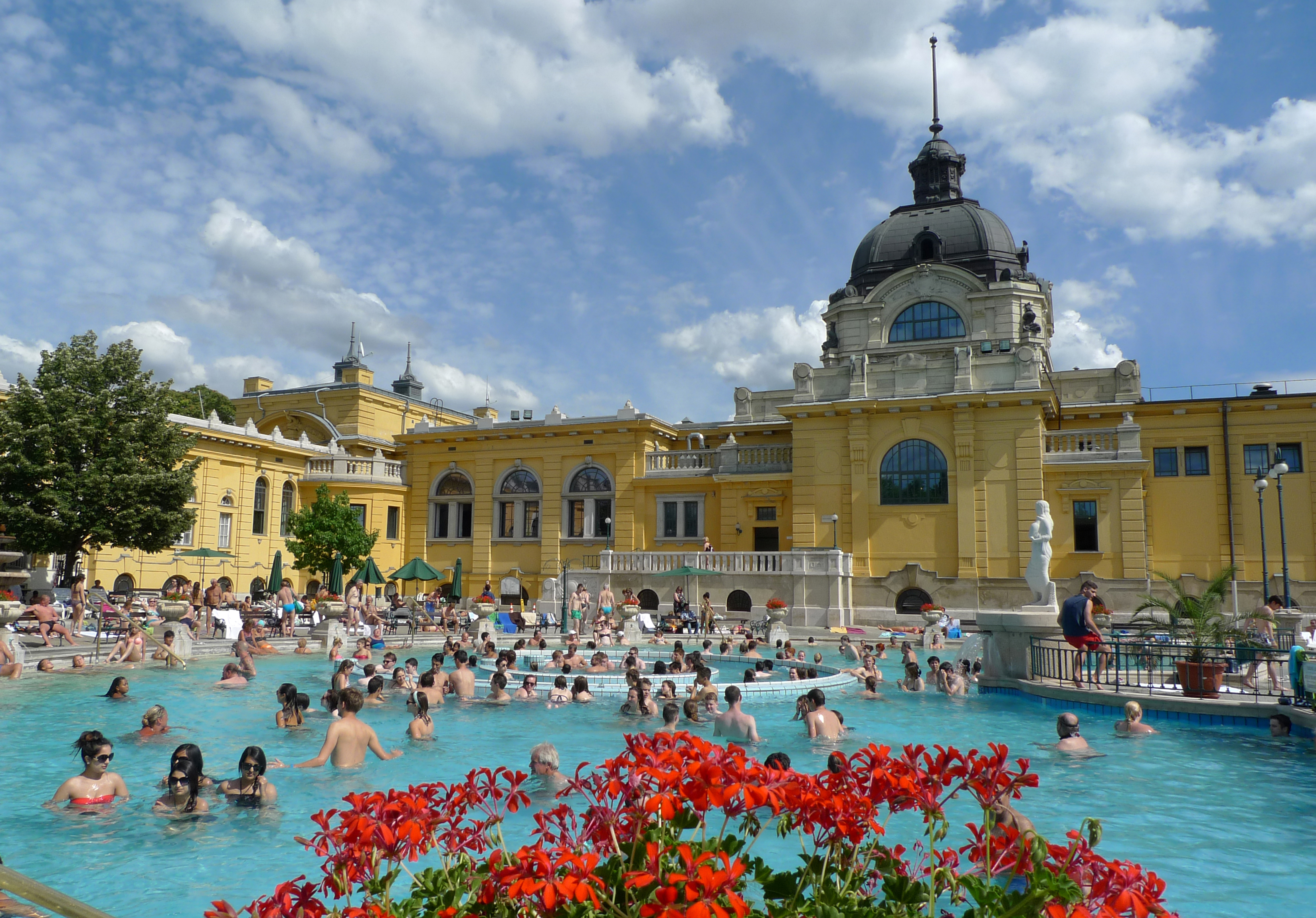
Bains thermaux Széchenyi

Les thermes ou les spas de Budapest sont des attractions touristiques populaires qui font aussi le confort des résidents de la capitale hongroise.
L'une des raisons pour lesquelles les Romains ont d'abord colonisé la région immédiatement à l'ouest du Danube et établi leur capitale régionale à Aquincum (qui fait maintenant partie d'Óbuda, dans le nord de Budapest) est qu'ils ont pu utiliser et profiter des sources thermales. Il reste encore des ruines visibles de ces énormes bains construits à cette époque. Les nouveaux bains construits pendant la période turque (1541-1686) servaient à la fois à la baignade et à la médecine, et certains d'entre eux sont encore utilisés aujourd'hui. Budapest a acquis sa réputation de ville des stations thermales dans les années 1920, à la suite de la première prise de conscience du potentiel économique des eaux thermales pour attirer les visiteurs. En effet, en 1934, Budapest fut officiellement classée "Ville des stations thermales". La construction des thermes de Király a commencé en 1565. La plupart des bâtiments actuels datent de l'époque turque, y compris la belle piscine au sommet de la coupole.

## Principaux thermes
- Les thermes Rudas sont situés au centre, dans l’étroite bande de terre entre la colline de Gellért et le Danube. Ils constituent également un exemple exceptionnel d'architecture datant de l'époque turque. Sa piscine octogonale est l'élément central de Rudas : la lumière brille à partir d'une coupole de 10 mètres de diamètre, soutenue par huit piliers.

- Les thermes Gellért et l'hôtel ont été construits en 1918, bien qu'il y ait eu des bains turcs sur le site et un hôpital au Moyen Âge. En 1927, les thermes furent étendus à la piscine à vagues et le bain effervescent fut ajouté en 1934. À l'intérieur, on y trouve un Art Nouveau bien conservé comprend des mosaïques colorées, des colonnes de marbre, des vitraux et des statues.

- Les thermes Szent Lukács se trouvent également du côté de Buda et sont également d'origine turque, bien qu'ils n'aient été rétablis qu'à la fin du XIXe siècle. C'est également à cette époque que le centre thermal et de soins a été fondé. Tout autour de la cour intérieure, on trouve des tablettes de marbre qui rappellent les remerciements des clients guéris. Depuis les années 1950, il est considéré comme un centre d'intellectuels et d'artistes.

- Les thermes Széchenyi est l'un des complexes thermaux les plus grands d’Europe. Ce sont les seuls «vieux» bains médicinaux que l’on trouve dans le quartier Pest de la ville. Les bains médicinaux intérieurs datent de 1913 et les piscines extérieures de 1927. Il y a une atmosphère de grandeur sur l'ensemble du lieu avec les piscines lumineuses. Les plus grandes ressemblent aux bains romains, les baignoires plus petites rappellent la culture balnéaire des Grecs et les saunas et les piscines de plongée empruntés aux traditions émanent de l'Europe du Nord. Les trois piscines extérieures (dont une piscine ludique) sont ouvertes toute l'année, hiver compris. À l'intérieur, il y a plus de dix piscines séparées et toute une série de traitements médicaux sont également disponibles.

## Caractéristiques des thermes et spa de Budapest
| Nom du spa           | Nombre de piscines | Heures d'ouverture | Disponibilité                                                                                                 | Transports en commun                                                     | Installations | Traitements et Indications |
| -------------------- | ------------------ | --- | --- | ------------------------------------------------------------------------ | --- | --- |
| Thermes Széchenyi    | 18                 | 06h00 - 22h00 | Bain mixte | Métro 1 Széchenyi fürdő                                                  | Piscine, bassin d'aventure, sauna, hammam, massages | Les composants de l’eau thermale comprennent le sulfate, le calcium, le magnésium, le bicarbonate et une quantité importante d’acide fluorure et d’acide métaborique. Les indications médicales concernent les maladies articulaires dégénératives, les inflammations articulaires chroniques et subaiguës, ainsi que les post-traitements orthopédiques et traumatologiques. Massages : massage rafraîchissant, massage de luxe, massage de luxe, massage harmonieux |
| Thermes Rudas        | 7                  | Piscine : lun-mer : 06:00 - 18:00 jeu-dim: 06:00 - 20:00 vendredi, samedi : 22:00 - 04:00 Bain vapeur tous les jours: 06:00 - 20:00 vendredi, samedi : de 22h00 à 4h00. | Pour les femmes : mardi Pour les hommes : lundi, mercredi, jeudi, vendredi Mixtes : samedi, dimanche          | Tram 19, 41, 56, 56A, autobus 7 Rudas Gyógyfürdő                         | Le bain dispose de six piscines thérapeutiques et d'une piscine où la température est comprise entre 16 et 42 °C. Les composants de l’ eau thermale légèrement radioactive comprennent le sulfate, le calcium, le magnésium, le bicarbonate et une quantité importante d’ions fluorure. | Les indications médicales de l'eau sont les maladies dégénératives des articulations, les inflammations articulaires chroniques et subaiguës, les problèmes de disques vertébraux, les névralgies et le manque de calcium dans le système osseux. |
| Thermes Szent Lukács | 5                  | 06h00 - 20h00 | Bains mixtes                                                                                                  | Tram 17, 19, 41 Szent Lukács Gyógyfürdő Tram 4-6 Margit híd, budai hídfő | Lukács dispose de quatre bains thermaux, dont les températures vont du 26 °C bain de refroidissement à la 40 °C bain chaud. Le chaud eau de source est riche en hyrodgencarbonate de calcium, calcium hydrogénosulfite, et le magnésium et l' hydrogénocarbonate de magnésium hydrogénosulfate; le chlorure ; et contiennent également du sodium et une teneur substantielle en ions fluorure. Les installations comprennent également trois piscines extérieures : Piscine pour hommes (368 m2, 22 m2) Piscine pour femmes (310 m2, 26 °C. Piscine de luxe (220 m2, 32 à 33 °C. Un hammam, ainsi que des saunas chauds et chauds sont également disponibles. | L'eau de source thérapeutique des bains de Lukács est probablement la plus connue de toutes les stations thermales de Budapest. L'eau de source est recommandée pour le traitement des affections gastro-intestinales, telles que l'hyperacidicité, les problèmes de vésicule biliaire. L'eau du bain de Lukács est également indiquée dans le traitement de la néphrite et des calculs rénaux. Il est également utile dans le traitement des maladies dégénératives des articulations, des inflammations articulaires chroniques et subaiguës, des problèmes de disque vertébral, des névralgies et du manque de calcium dans le système osseux.                               |
| Thermes Gellért      | 13                 | 06h00 - 20h00 | Lun - Sam : bain thermal séparé pour hommes et femmes, piscine mixte Dimanche : bain thermal mixte et piscine | Tram 19, 41, 47, 48, 49, 56, 56A, autobus 7, 133E Szent Gellért tér      | Le complexe comprend également des saunas et des bassins profonds (séparés par sexe), une piscine extérieure pouvant créer des vagues artificielles toutes les 30 minutes et une piscine effervescente. Un sauna finlandais avec piscine froide et piscine pour enfants est également inclus dans le complexe. Des services de massages sont disponibles. | Le complexe des bains de Gellért comprend des bains thermaux, qui sont de petits bassins contenant de l’eau des sources thermales minérales de la colline de Gellért. L'eau contient du calcium, du magnésium, des hydrocarbonates, des alcalins, du chlorure, du sulfate et du fluorure. Les indications médicales de l'eau comprennent les maladies articulaires dégénératives, les problèmes de colonne vertébrale, les inflammations articulaires chroniques et subaiguës, les problèmes de disque vertébral, les névralgies, les troubles vasoconstricteurs et circulatoires ; problèmes d'inhalation pour le traitement des problèmes d'asthme et de bronchite chronique. |
| Thermes Király       | 4                  | 09h00 - 21h00 | Bain mixte | Tram 19, 41, bus 109 Bem József tér Métro 2 Batthyány tér                | Le Király Bath comprend une piscine thermale, des massages, un sauna et un hammam, un sauna finlandais pour deux personnes avec un bassin froid, un magasin vendant du matériel médical et un snack-bar. | Les indications médicales de l'eau sont les maladies dégénératives des articulations, les inflammations articulaires chroniques et subaiguës, les problèmes de disques vertébraux, les névralgies et le manque de calcium dans le système osseux. |

## Galerie

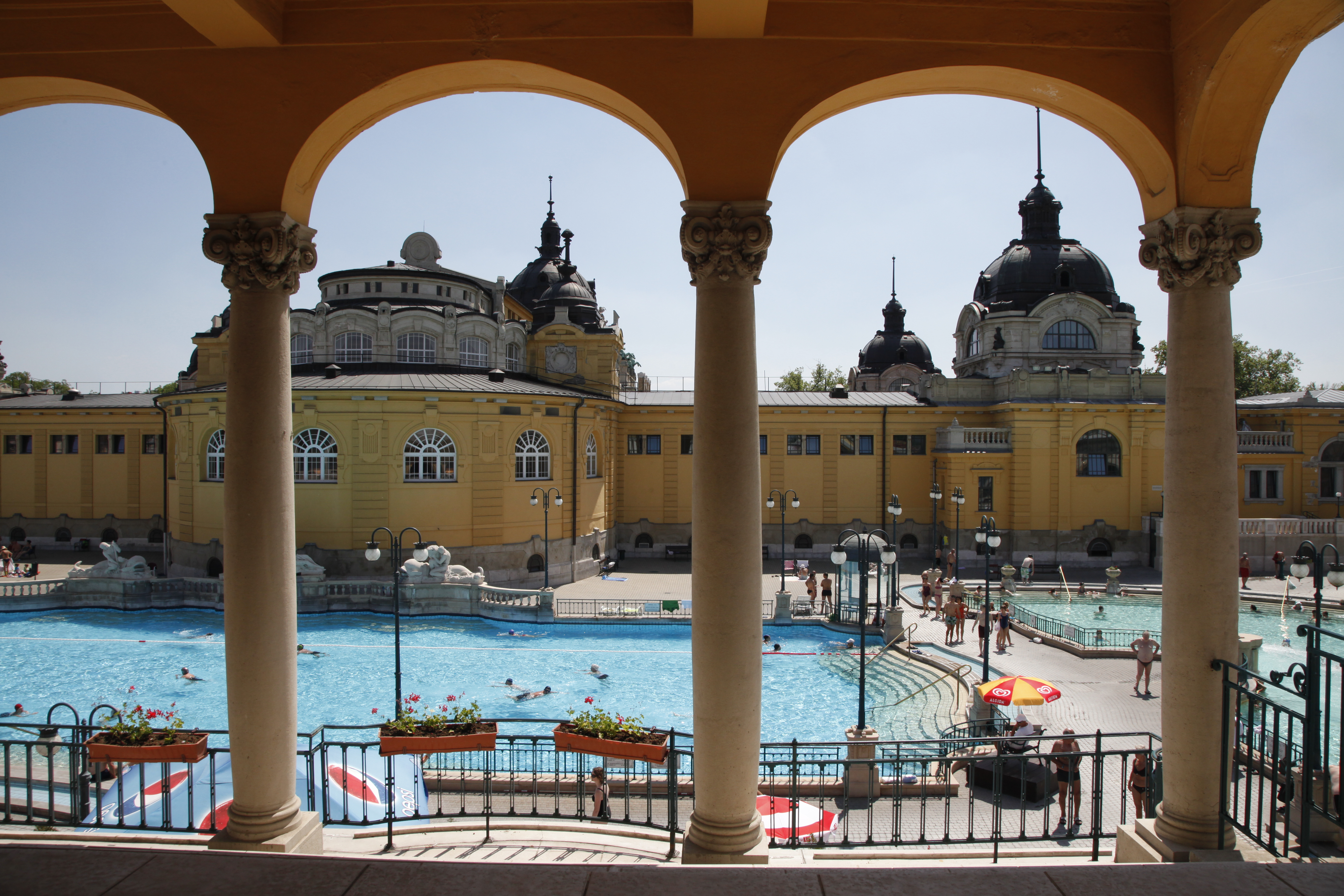
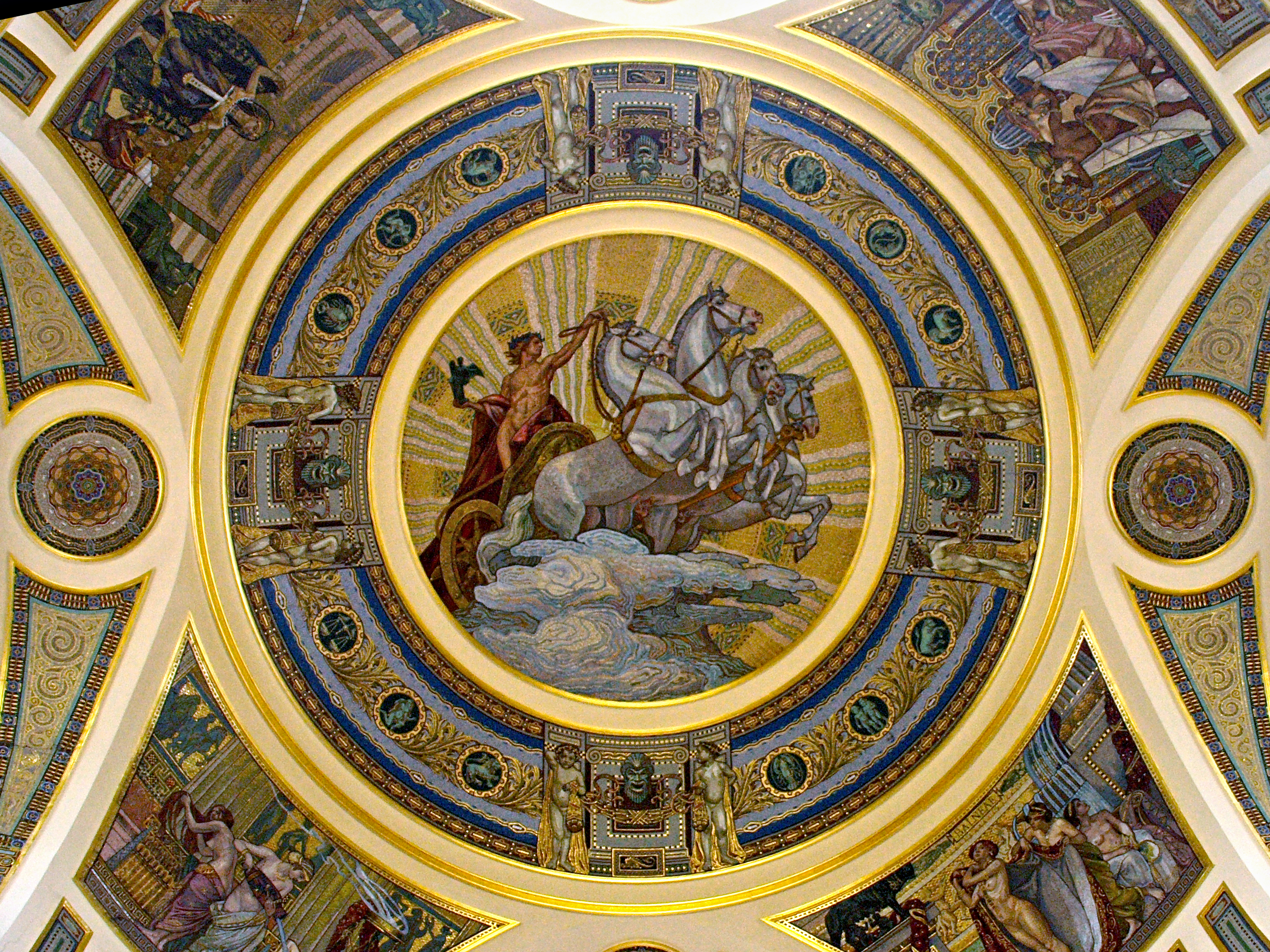
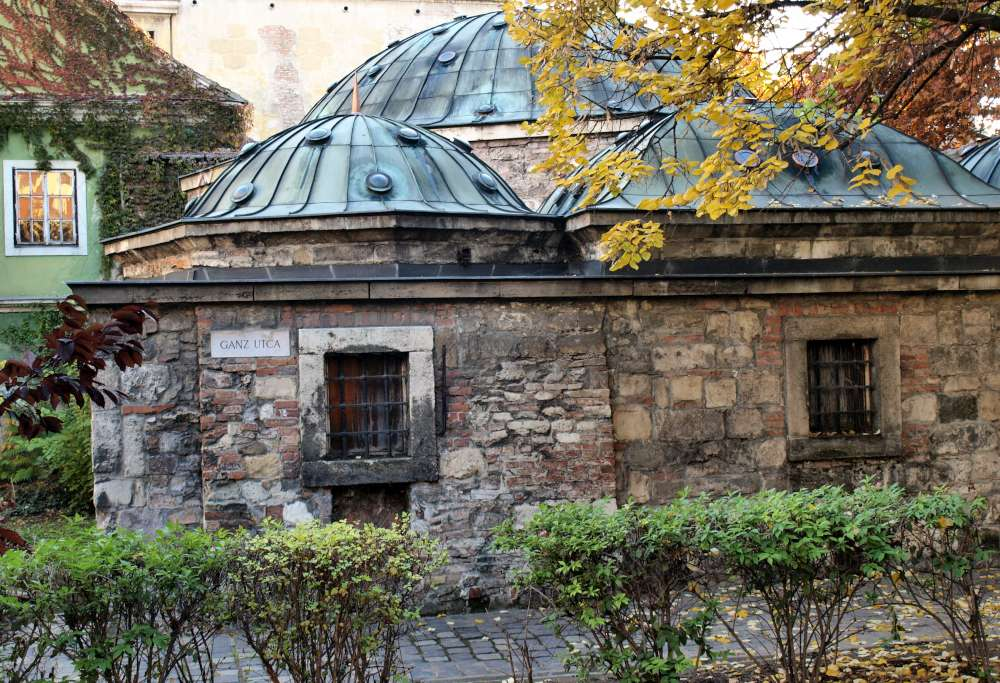
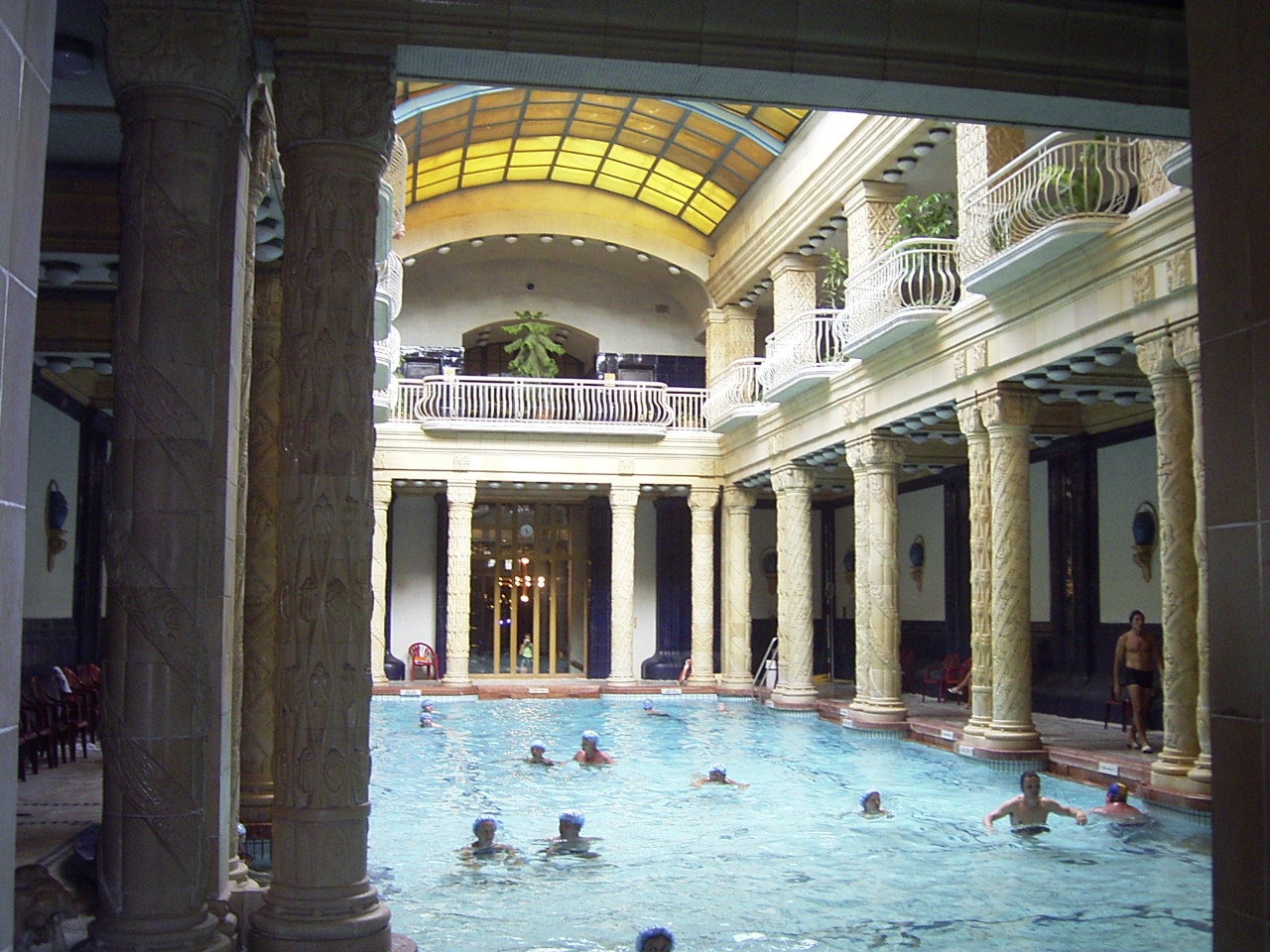